# Agnesiidae
Agnesiidae — rodzina żachw z rzędu Enterogona, podrzędu Phlebobranchia.
Do rodziny zaliczają się następujące rodzaje:
- Agnesia Monniot & Monniot, 1991
- Caenagnesia Arnback, 1938 - jedynym przedstawicielem jest Caenagnesia bocki